# 3x3D
3x3D é um filme coletivo luso-francês do género comédia dramática, composto por três segmentos em 3D. O primeiro segmento intitulado Just in Time, foi realizado por Peter Greenaway, o segundo intitulado Cinesapiens, foi realizado por Edgar Pêra, e o terceiro intitulado Les Trois Désastres, foi realizado por Jean-Luc Godard.
O filme foi encomendado pela cidade portuguesa de Guimarães, que foi nomeada a Capital Europeia da Cultura em 2012. A sua estreia mundial ocorreu na Semana da Crítica do Festival de Cannes a 23 de maio de 2013. Estreou-se no Brasil a 3 de janeiro de 2014, em França a 30 de abril de 2014, e em Portugal a 23 de novembro de 2017.

## Elenco
Just in Time
- Miguel Monteiro como Gil Vicente, papa João XXI, e bispo Barbosa

Cinesapiens
- Carolina Amaral
- Keith Davis
- Leonor Keil
- Ângela Marques
- Nuno Melo
- Jorge Prendas
- Pedro J. Ribeiro

## Receção
O crítico de cinema francês Serge Kaganski publicou na revista Les Inrockuptibles, que o segmento de Peter Greenaway era tecnicamente desgrenhado, mas de modo cinematográfico nulo. Durante a crítica na revista Slate, Jean-Michel Frodon elogiou o segmento de Jean-Luc Godard como virtuoso e inovador. Peter Debruge da revista estado-unidense Variety, escreveu: "não passa de uma comissão vaidosa que celebra a escolha de Guimarães pela União Europeia, como a sua Capital Europeia da Cultura de 2012".

## Reconhecimentos
| Ano  | Prémios                      | Categorias                            | Destinatários e nomeados                      | Resultado                   | Referências |
| ---- | ---------------------------- | ------------------------------------- | --------------------------------------------- | --------------------------- | ----------- |
| 2013 | Festival de Cinema de Sitges | Prémio Noves Visions — Experimenta    | Jean-Luc Godard, Peter Greenaway e Edgar Pêra | Indicado                    | [ 10 ]      |
| 2015 | Prémios CinEuphoria          | Melhor guarda-roupa                   | Susana Abreu                                  | Indicado                    |             |
| 2015 | Prémios CinEuphoria          | Melhor caracterização                 | Bárbara Brandão                               | Indicado                    |             |
| 2015 | Prémios CinEuphoria          | Melhores efeitos sonoros e/ou visuais | 3x3D                                          | Indicado[carece de fontes?] |             |